# Globos de Ouro de 2006
A cerimónia de entrega dos Globos de Ouro relativos ao ano de 2005 realizou-se a 21 de maio de 2006 na Praça de Touros do Campo Pequeno, sendo transmitida pela SIC, com apresentação de Bárbara Guimarães. 

## Teatro
- Melhor Atriz: Luisa Cruz (Nas peças “A Cadeira”, “Orgia” e “Sangue no Pescoço da Gata”)
- Melhor Ator: João Grosso (Na Peça “Orgia”)
- Melhor Espetáculo: “A Mais Velha Profissão” (Encenação de Fernanda Lapa)

## Moda
- Melhor Modelo Feminino: Flor
- Melhor Modelo Masculino: Nuno Lopes
- Melhor Estilista: Felipe Oliveira Baptista

## Música
- Melhor Intérprete Individual: Mariza (Com o álbum Transparente)
- Melhor Grupo: Blasted Mechanism (Com o álbum Avatara)
- Melhor Canção: "Princesa" (Boss AC, do disco Ritmo, Amor e Palavras)

## Cinema
- Melhor Filme: Alice (de Marco Martins)
- Melhor Atriz: Ana Moreira (no filme Adriana)
- Melhor Ator: Nuno Lopes (no filme Alice)

## Desporto
- Melhor Jogador de Futebol: Deco
- Melhor Treinador de Futebol: José Mourinho
- Melhor Desportista: Ticha Penicheiro

## Prémio de Mérito e Excelência
- Raúl Solnado